# Kolodenka (Kornîn), Rivne
Kolodenka (în ucraineană Колоденка) este un sat în comuna Kornîn din raionul Rivne, regiunea Rivne, Ucraina.

## Demografie
Componența lingvistică a localității Kolodenka
     Ucraineană (98,81%)
     Rusă (1,19%)
Conform recensământului din 2001, majoritatea populației localității Kolodenka era vorbitoare de ucraineană (98,81%), existând în minoritate și vorbitori de rusă (1,19%).